# ZK-383短機関銃
ZK-383は、1937年にチェコスロバキアで開発された短機関銃である。

## 歴史
第二次世界大戦前のチェコスロバキアにおける短機関銃の開発は、事実上チェスカー・ズブロヨフカ（CZ）が独占的に担当しており、 1938年9月には同社のvz.38短機関銃を陸軍が採用している。一方、ブルノ兵器廠のヨセフ・コウツキー技師（Josefem Kouckým, 1904年 - 1989年）も、1935年頃から制式拳銃弾vz 22（.380ACP弾）仕様の短機関銃の設計を試みていた。
ヨセフ・コウツキーは兄フランティシェクと共に設計を行っており、1933年には一連の短機関銃の元となる最初の特許を取得している。1938年9月、ブルノ製短機関銃の射撃試験が行われたものの、情勢の緊張する中にあって短機関銃は必ずしも重要性が高い装備とは見なされず、追加の試験は年末まで延期された。その後、CZ製短機関銃の採用が決定したことで、ブルノ兵器廠は国外輸出用の設計に舵を切ることとなる。
1938年12月、コウツキーはボリビアへの輸出を想定して自ら手掛けた短機関銃を9x19mmパラベラム弾仕様に再設計した。ボリビアでは、チャコ戦争の戦訓から短機関銃の有用性が極めて高く評価されていたものの、国内に十分な武器産業を持たなかったため、かねてより配備されてきたドイツ/オーストリア製短機関銃を更新する次期短機関銃候補の1つとして、ブルノ製短機関銃に関心を寄せていた。1939年2月には着脱可能な銃身というアイデアに初めて言及されたほか、元々の設計に含まれていた100連発弾倉が9mm仕様に再設計された上、より小型の箱型弾倉も考案された。同年3月末までに設計図面が完成し、その翌月にはボリビアにサンプルが送られた。1939年7月前半、固定銃身を備えるZK-383 Iと、着脱可能な銃身を備えるZK-383 IIの2種類の試作銃が製造された。前者は1型（一般型）、後者は2型（特別型）とも称された。既にボリビアから1,000丁分の発注が行われていたので、ブルノ造兵廠ではこの2種類あわせて1,000丁を出荷するようにと要請を受けたものの、結局引き渡しには至らなかった。アルゼンチンもこのときにZK-383に関心を示した国の1つで、.45ACP弾仕様の1型および2型をサンプルとして購入したものの、やはりボリビアと同様に以後の発注は行われなかった。1940年初頭までに、穴の空いた放熱筒に収められた着脱可能な銃身、射撃速度の遅延機構、一体式の二脚、角度の付いた左側面の弾倉口（最初期の設計では右側面に弾倉口があった）など、現在ZK-383として知られる銃を特徴づける要素を備えたモデルが設計された。

### 運用
ナチス・ドイツによるチェコスロバキア解体の後、ブルノ兵器廠はその名をドイツ語のWaffenwerke Brün A.G.に改められ、ドイツ軍向けの武器製造を行った。ZK-383も少数が武装親衛隊に配備されたと言われている。

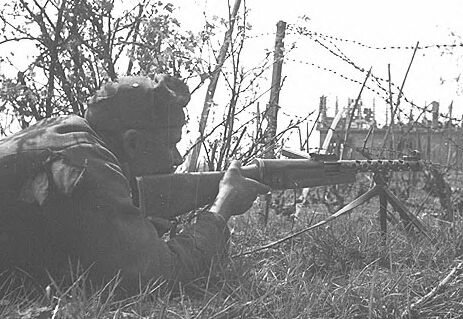
二脚で支えたZK-383を使用するブルガリア軍の兵士

最初に大規模な導入を行ったのはブルガリア軍であった。1941年10月4日、ブルガリア戦争省はブルノ兵器廠と4,000丁のZK-383の購入契約を結び、1942年12月30日までに500丁、1,400丁、2,100丁の3回に分けて納品された。1942年9月13日には1,600丁が追加発注されているものの、このときの発注分は終戦後まで納品されなかった。スロバキア共和国では、1942年1月にブルノ兵器廠が行った内務省およびブラチスラヴァ警察向けデモンストレーションの後、ZK 391/III自動小銃や迫撃砲などの装備と共に、ZK-383の採用を決定した。同年1月21日にフェルディナンド・チャトロシュ国防相が署名した命令によれば、一連の装備品とともにZK-383は20,000丁が発注され、1943年半ばまでに納品することが求められていた。しかし、実際には1943年初頭までに納品されたのは190丁のみで、以後の追加発注にも拘わらず、同年内には一切の納品が行われなかった。そのため、スロバキア陸軍省は契約を撤回し、1944年にはドイツ製短機関銃の採用を決定した。クロアチア独立国でも1942年に発注を行ったものの、納品は行われなかった。
終戦時、発送されなかった2,695丁のZK-383がブルノ兵器廠に残されていた。チェコスロバキア陸軍省は関心を持たなかったため、1947年から1950年にかけて1,200丁がベネズエラに、1948年から1951年にかけて1,000丁がボリビアへと輸出された。
そのほか、ブラジルの法執行機関でもごく少数が配備されていたと言われている。

## 特徴
ZK-383は、短機関銃としては珍しく銃身被筒の下側に折り畳み式二脚が装着されており、銃剣の装着も可能であった。銃身被筒の先端にあるロック機構を操作することで、銃身を容易に着脱することができる。こうした設計は、分隊支援火器として運用するという初期の構想に由来する。照尺（リアサイト）は100メートルから800メートルまで調節できる。
弾薬には9x19mmパラベラム弾が使用され、30発の箱型弾倉を機関部左横から装填し、機関部右横に空薬莢を排出する方式を採っている。弾倉口はやや斜め上を向いている。射撃モードとして単射（セミオート）と連射（フルオート）を選択できる。セレクターレバーを単射と連射の中間位置にすると、レバー軸を抜き出して銃を中折れ式に分解することができた。安全装置はセレクターレバーとは別に設けられ、引き金の上側に配置されたクロスボルト（押しボタン）形状であった。遊底内にあるウェイトを着脱することにより連射速度の調節が可能で、ウェイトがある状態で約500発/分、ウェイトを除去した状態では約700発/分であった。リコイルスプリングは銃床の中に配置されており、床尾板を外すと後方へ抜き取ることができる。銃床の中のスペースには手入れ用具も収納できる。

## 派生型
ZK-383Pは、警察向けモデルとして設計されたと言われている。二脚や放熱筒は廃止され、銃身は固定式だった。また、垂直フォアグリップを備えていた。ZK-338Hは、コウツキーがZK-466と並行して試作したモデルである。弾倉は銃の下側から装填され、持ち運びの利便のために装填状態で前方に折り畳むことができた。チェコスロバキア陸軍省はZK-383Hに関心を持たなかったため、外国への輸出が模索されたものの、さほど成功はしなかった。